# Tozzo

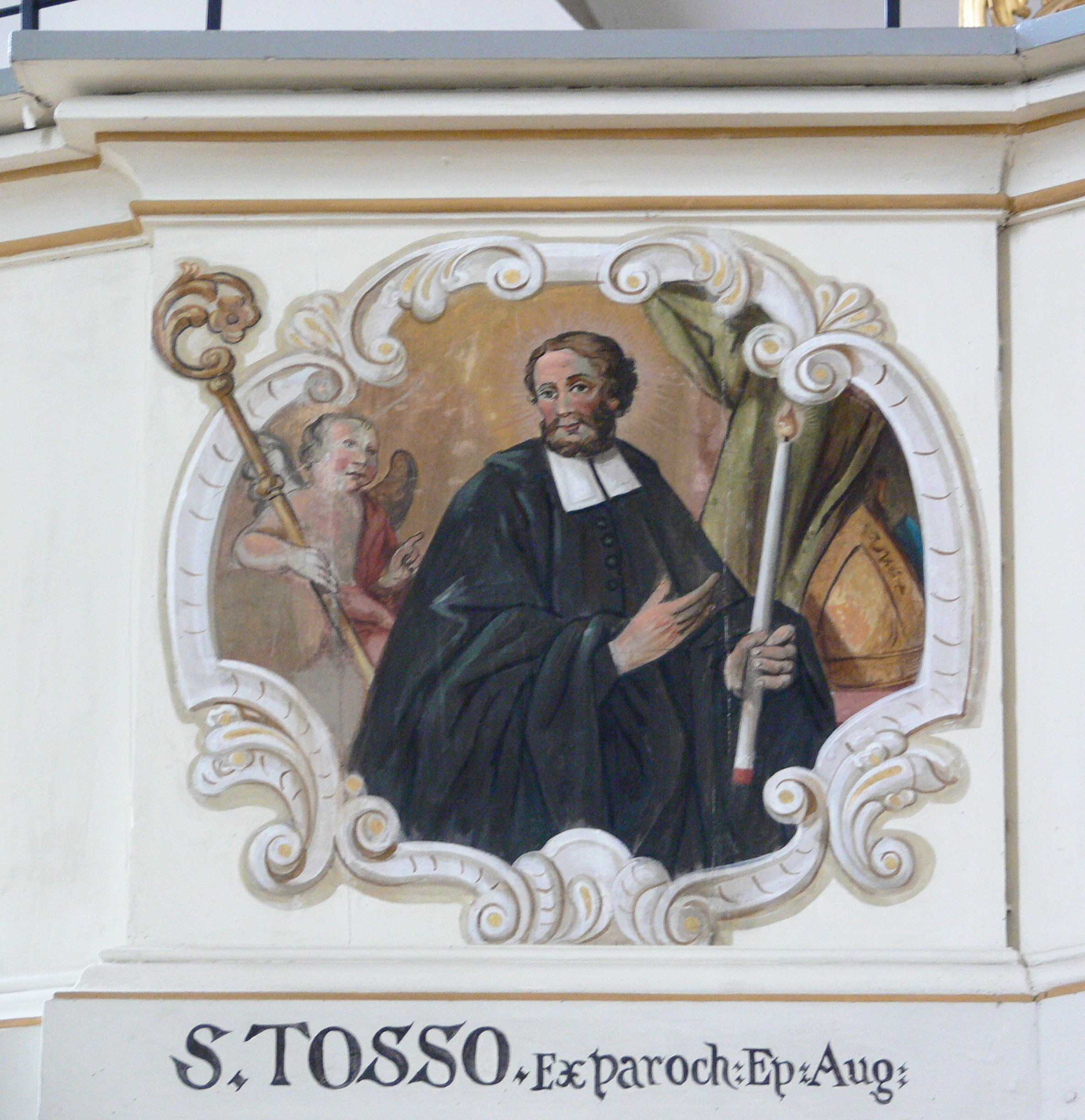
Orgelmatroneum, Stiftskirche Heilig Kreuz, Horb am Neckar

De heilige Tozzo (? - 16 januari 778) was een Duits bisschop. Tozzo was monnik in het klooster van Murbach en trok nadien met Magnus van Füssen naar Allgäu, waar hij werkte als zieleherder in de buurt van Füssen, totdat hij in 772 bisschop van Augsburg werd. 
Zijn feestdag is op 16 januari.